# Ivana Selakov
Ivana Selakov (kyrillisch Ивана Селаков; * 8. November 1978 in Belgrad, Jugoslawien, heutiges Serbien) ist eine serbische Sängerin. Beim Eurovision Song Contest 2007 trat sie als Background-Sängerin der serbischen Gewinnerin Marija Šerifović auf.

## Leben und Karriere
Selakov wuchs in Sombor auf. Sie beendete die Musikschule, nahm an Gesangswettbewerben teil und trat in Jazz- und Rock-’n’-Roll-Clubs auf. Im Jahre 1997 begann Ivana Selakov, in Belgrad Biologie zu studieren. Im Anschluss begann sie mit dem Studium „Aufnahme und Gestaltung des Klangs“.
Sie trat als Solistin bei mehreren Festivals auf und sang für viele Künstler im Background. Nach Marija Šerifovićs Sieg beim Eurovision Song Contest 2007 war sie Mitglied der darauf gegründeten Girlgroup Beauty Queens. Seither veröffentlicht sie ihre Produktionen unter dem serbischen Label und der Produktionsfirma Grand Production.
2016 war sie Jury-Mitglied der Kindergesangsshow „Neki novi klinci“.

## Diskografie

### Alben
- 2010: Sreća
- 2012: Probijam led
- 2016: S.O.S

### Singles (Auswahl)
| - 2007: Pet na jedan (mit Beauty Queens) - 2007: Protiv srca (mit Beauty Queens) - 2008: Zavet (mit Beauty Queens) - 2009: Moje odbrane - 2009: Ako Je Do Mene (mit Darko Radovanović) - 2012: Daleko Si (mit Aca Lukas) - 2013: Grad grad - 2013: Bolujem godinama - 2014: Tek sad - 2014: Nema plana (mit Sha) - 2014: Omaklo mi se (mit Aca Lukas) - 2015: Ljubav u doba kokaina (mit Aca Lukas) - 2015: SOS - 2015: Godine i laži - 2016: Samačka - 2016: Dobrodošao medju bivše - 2017: Ima nešto | - 2018: Da se opet rodim (mit Mirza Selimović) - 2018: Promukla od bola - 2019: Spasi me budalo - 2019: Eto zato - 2019: Ona druga - 2019: Muški izrod - 2019: Hitno (mit DJ Shone) - 2021: 011 (mit Boban Rajović) - 2021: Bubamaro - 2021: Boli boli (mit Amar Gile) - 2021: Junaci Crtanih Filmova - 2022: Ti i ja (mit Sedative Band) - 2022: Etiketiran - 2023: Baksis - 2023: Dozivotno - 2023: Margina - 2024: Kamata (mit Amar Gile) |